# Nemausus 1
Nemausus 1 je komplex dvou obytných budov ve francouzském městě Nîmes. Autorem je architekt Jean Nouvel. O svém projektu později prohlásil, že je mu jedno, jestli minul dobu, ale důležité je, že člověk, který si prohlédne jeho stavbu prohlásí „Tak tohle byla 80. léta“.
Nouvel si bere vzor v sociálních bytech 18. století a staví na principu světlo – vzduch – prostor. Byty procházejí celou konstrukcí „ode zdi ke zdi“. Zároveň procházejí dvěma nebo rovnou všemi třemi patry budovy. Chodby jsou řešeny vnější konstrukcí, která prochází kolem staveb na severní straně a je z vrchu krytá. Na jižní straně obepíná budovy obdobná konstrukce, která slouží jako terasa jednotlivých bytů. Zeď mezi obytným prostorem a terasou je zcela odstranitelná. Vzorem byla hangárová vrata, a i konstrukce je podobná.
Interiéry bytů vypadají záměrně „nehotově“, autor chtěl zdůraznit průmyslový vzhled celé stavby. Tím sjednocuje snahu ušetřit (levné a jednoduché konstrukce) s estetickým vnímáním budov. Obě stavby tak nejvíce připomínají dvě lodě na suchu.
Jižní budova je kvůli tvaru terénu kratší, má zhruba poloviční délku. Mezi budovami byly ponechány původní stromy, čímž vzniklo zastíněné prostranství, připomínající park.
Parkování je vyřešeno pod domy. Terén byl snížen a objem budov naopak nadzvednut pilíři, čímž vznikl parkovací prostor a budovy zůstaly opticky v terénní výšce. Pod každou 5metrovou šířkou bytu je prostor pro 2 osobní automobily. Šířka 5 metrů prochází navýšku celou budovou, jelikož jde o rozestup betonových nosníků a zároveň o základní šířku bytů.